# Ventrifossa atherodon
Ventrifossa atherodon es una especie de pez de la familia Macrouridae en el orden de los Gadiformes.

## Morfología
• Los machos pueden llegar alcanzar los 31 cm de longitud total.

## Alimentación
Come crustáceos y calamares.

## Hábitat
Es un pez de aguas profundas que vive entre 280-950 m de profundidad.

## Distribución geográfica
Se encuentra en las islas Hawái y el noreste de Taiwán.